# For Samuel Beckett
For Samuel Beckett is een compositie van de Amerikaanse componist Morton Feldman. Het was zijn laatste compositie voor een grote bezetting.
Feldman is een aanhanger van minimale muziek, een schaars gebruik van noten en andere zaken die je in de muziek aantreft (dynamiek, maatsoorten, etc.). Ook in deze compositie komt dat tot uiting. Het eendelig werk bestaat uit steeds dezelfde clusters van akkoorden en uiterst trage ritmen; de enige verschillen die optreden is vanwege de menselijke fout (bijvoorbeeld een musicus, die iets later inzet) en minieme verschuivingen in de muziek. Op die manier voldoet het werk aan de omschrijving van minimal music. Daarentegen vindt er geen enkele vooruitgang plaats; het blijven steeds dezelfde akkoorden en ritmen. Qua klank vindt er wel steeds een nieuwe impuls plaats, maar die is net na de inzet ook weer verdwenen.
De muziek komt nergens vandaan, blijft vaag en gaat nergens heen, hij blijft ingesloten in zijn strakke stramien. Doordat steeds een nieuwe impuls wordt gegeven, word je als luisteraar geprikkeld en steeds op het verkeerde been gezet. Een akkoord dat volgens “Westerse oren” zou moeten oplossen naar een volgende blijft hangen en komt gewoon weer terug.
Dat laatste kan ook gezegd worden van enkele toneelstukken van Samuel Beckett, bijvoorbeeld Wachten op Godot. Het leidt nergens toe en toch ben je benieuwd wat de volgende scene zal zijn. De personen zitten nu eenmaal gevangen in hun eigen wereld en kunnen er niet uit. Tijd lijkt van geen belang.
Het werk is geschreven voor 23 muzikanten:

- 2x fluit, 2x hobo, 2x klarinet, 2x fagot, 2x hoorn, 2x trompet, 2x trombone, 1x tuba, 1 x piano, 1x harp, 1x percussie, 2x viool, 1x altviool, 1x cello, 1x contrabas.

## Bron en discografie
- Uitgave Kairos : Klangforum Wien o.l.v. Sylvain Cambreling